# Czech International 1995
Die 24. Czech International 1995 im Badminton fanden vom 28. September bis zum 1. Oktober 1995 in Plzeň statt.

## Sieger und Platzierte
| Disziplin    | Gold                              | Silber                               | Bronze                                   |
| ------------ | --------------------------------- | ------------------------------------ | ---------------------------------------- |
| Herreneinzel | Thomas Søgaard                    | Anders Boesen                        | Thomas Wapp                              |
| Herreneinzel | Thomas Søgaard                    | Anders Boesen                        | Morten Boesen                            |
| Dameneinzel  | Elena Rybkina                     | Mette Sørensen                       | Mette Pedersen                           |
| Dameneinzel  | Elena Rybkina                     | Mette Sørensen                       | Elena Nozdran                            |
| Herrendoppel | Janek Roos Thomas Stavngaard      | Valerij Strelcov Konstantin Tatranov | Harald Koch Jürgen Koch                  |
| Herrendoppel | Janek Roos Thomas Stavngaard      | Valerij Strelcov Konstantin Tatranov | Jesper Hermansen Morten Jacobsen         |
| Damendoppel  | Michelle Rasmussen Mette Sørensen | Gitte Jansson Sarah Jonsson          | Rebecca Pantaney Santi Wibowo            |
| Damendoppel  | Michelle Rasmussen Mette Sørensen | Gitte Jansson Sarah Jonsson          | Pernille Harder Majken Vange             |
| Mixed        | Janek Roos Pernille Harder        | Thomas Stavngaard Mette Schjoldager  | Vladislav Druzchenko Victoria Evtushenko |
| Mixed        | Janek Roos Pernille Harder        | Thomas Stavngaard Mette Schjoldager  | Lars Paaske Gitte Jansson                |